# Ophtalmibidion oculatum
Ophtalmibidion oculatum là một loài bọ cánh cứng trong họ Cerambycidae.